# Chronologie (Album)
Chronologie (spätere Versionen auch unter englischem Titel Chronology) ist ein instrumentales Musikalbum des französischen Musikers Jean-Michel Jarre. Es wurde im Mai 1993 bei Disques Dreyfus in Frankreich bzw. bei Polydor im Rest der Welt veröffentlicht. Chronologie ist Jarres insgesamt elftes Studioalbum. Inspiriert durch das Buch Eine kurze Geschichte der Zeit von Stephen Hawking wurden Chronologie Part 4 und Chronologie Part 5 ursprünglich für Swatch als Werbemusik komponiert, bis sich Jarre dazu entschloss, beide Stücke als Teil eines komplett neuen Albums zu veröffentlichen. Ähnlich wie sein vorheriges Album Waiting for Cousteau, stieg Chronologie auf Platz 11 in die britischen Charts ein.

## Titelliste
- Geschrieben und arrangiert von Jean-Michel Jarre.

1. Chronologie Part 1 – 10:51
2. Chronologie Part 2 – 6:05
3. Chronologie Part 3 – 3:59
4. Chronologie Part 4 – 3:59
5. Chronologie Part 5 – 5:34
6. Chronologie Part 6 – 3:45
7. Chronologie Part 7 – 2:17
8. Chronologie Part 8 – 5:33

| Professionelle Bewertung | Professionelle Bewertung |
| ------------------------ | ------------------------ |
| Quelle                   | Bewertung                |
| Allmusic                 | [ 1 ]                    |

## Wichtige Versionen
| Jahr | Ausgabeform | Medium | Land                    | Label                    | Katalognummer          | Bemerkung                             |
| ---- | ----------- | ------ | ----------------------- | ------------------------ | ---------------------- | ------------------------------------- |
| 1993 | Original    | CD     | Frankreich, Deutschland | Disques Dreyfus, Polydor | FDM 36152-2, 519 373-2 | Erstausgabe CD SPARS Code: AAD        |
| 1997 | Remastered  | CD     | Frankreich, Deutschland | EPIC                     | EPC 487379 2           | 96 kHz/24bit technology by Scott Hull |
| 2015 | Remastered  | CD     | Europa                  | Sony Music               | 88875046372            | by Dave Dadwater                      |

## Besetzung
- Jean-Michel Jarre – GEISS DigiSequencer, Kurzweil K2000, Minimoog, ARP 2600, Akai MPC60, Akai S1000, EMS Synthi AKS, Roland JD-800, Korg O1/W, Roland TR-909, Boss DR-660, Synthex, Eminent 310 Unique, Roland Jupiter-8, Roland DJ-70, Digitech Vocalist, Fairlight CMI
- Francis Rimbert – zusätzliche Synthesizer
- Michel Geiss – zusätzliche Synthesizer
- Dominique Perrier – zusätzliche Keyboards
- Patrick Rondat – Gitarre

## Produktion
- produziert von Jean-Michel Jarre
- Tontechnik und Mischung: Jean-Pierre Janiaud
  - Assistenztechniker: Patrick Foulon